# Motomondiale 2022
Il Motomondiale 2022 è stata la settantaquattresima edizione del motomondiale.

## Il calendario
Inizialmente era stato previsto un calendario di 21 gare stagionali ma, il 25 maggio, è stato comunicato l'annullamento del Gran Premio motociclistico di Finlandia previsto per il 10 luglio.
| Data         | Gran Premio                                | Circuito             | Vincitore MotoGP  | Vincitore Moto2   | Vincitore Moto3 | Vincitore MotoE    | Resoconto |
| ------------ | ------------------------------------------ | -------------------- | ----------------- | ----------------- | --------------- | ------------------ | --------- |
| 6 marzo      | GP del Qatar                               | Lusail               | Enea Bastianini   | Celestino Vietti  | Andrea Migno    | -                  | Resoconto |
| 20 marzo     | GP dell'Indonesia                          | Mandalika            | Miguel Oliveira   | Somkiat Chantra   | Dennis Foggia   | -                  | Resoconto |
| 3 aprile     | GP d'Argentina                             | Termas de Río Hondo  | Aleix Espargaró   | Celestino Vietti  | Sergio García   | -                  | Resoconto |
| 10 aprile    | GP delle Americhe                          | Americhe             | Enea Bastianini   | Tony Arbolino     | Jaume Masiá     | -                  | Resoconto |
| 24 aprile    | GP del Portogallo                          | Portimão             | Fabio Quartararo  | Joe Roberts       | Sergio García   | -                  | Resoconto |
| 1º maggio    | GP di Spagna                               | Jerez de la Frontera | Francesco Bagnaia | Ai Ogura          | Izan Guevara    | Eric Granado       | Resoconto |
| 1º maggio    | GP di Spagna                               | Jerez de la Frontera | Francesco Bagnaia | Ai Ogura          | Izan Guevara    | Eric Granado       | Resoconto |
| 15 maggio    | GP di Francia                              | Le Mans              | Enea Bastianini   | Augusto Fernández | Jaume Masiá     | Mattia Casadei     | Resoconto |
| 15 maggio    | GP di Francia                              | Le Mans              | Enea Bastianini   | Augusto Fernández | Jaume Masiá     | Dominique Aegerter | Resoconto |
| 29 maggio    | GP d'Italia                                | Mugello              | Francesco Bagnaia | Pedro Acosta      | Sergio García   | Dominique Aegerter | Resoconto |
| 29 maggio    | GP d'Italia                                | Mugello              | Francesco Bagnaia | Pedro Acosta      | Sergio García   | Matteo Ferrari     | Resoconto |
| 5 giugno     | GP di Catalogna                            | Catalogna            | Fabio Quartararo  | Celestino Vietti  | Izan Guevara    | -                  | Resoconto |
| 19 giugno    | GP di Germania                             | Sachsenring          | Fabio Quartararo  | Augusto Fernández | Izan Guevara    | -                  | Resoconto |
| 26 giugno    | GP d'Olanda                                | Assen                | Francesco Bagnaia | Augusto Fernández | Ayumu Sasaki    | Dominique Aegerter | Resoconto |
| 26 giugno    | GP d'Olanda                                | Assen                | Francesco Bagnaia | Augusto Fernández | Ayumu Sasaki    | Eric Granado       | Resoconto |
| 7 agosto     | GP di Gran Bretagna                        | Silverstone          | Francesco Bagnaia | Augusto Fernández | Dennis Foggia   | -                  | Resoconto |
| 21 agosto    | GP d'Austria                               | Red Bull Ring        | Francesco Bagnaia | Ai Ogura          | Ayumu Sasaki    | Eric Granado       | Resoconto |
| 21 agosto    | GP d'Austria                               | Red Bull Ring        | Francesco Bagnaia | Ai Ogura          | Ayumu Sasaki    | Eric Granado       | Resoconto |
| 4 settembre  | GP di San Marino e della Riviera di Rimini | Misano               | Francesco Bagnaia | Alonso López      | Dennis Foggia   | Mattia Casadei     | Resoconto |
| 4 settembre  | GP di San Marino e della Riviera di Rimini | Misano               | Francesco Bagnaia | Alonso López      | Dennis Foggia   | Matteo Ferrari     | Resoconto |
| 18 settembre | GP d'Aragona                               | Motorland            | Enea Bastianini   | Pedro Acosta      | Izan Guevara    | -                  | Resoconto |
| 25 settembre | GP del Giappone                            | Motegi               | Jack Miller       | Ai Ogura          | Izan Guevara    | -                  | Resoconto |
| 2 ottobre    | GP di Thailandia                           | Buriram              | Miguel Oliveira   | Tony Arbolino     | Dennis Foggia   | -                  | Resoconto |
| 16 ottobre   | GP d'Australia                             | Phillip Island       | Álex Rins         | Alonso López      | Izan Guevara    | -                  | Resoconto |
| 23 ottobre   | GP della Malesia                           | Sepang               | Francesco Bagnaia | Tony Arbolino     | John McPhee     | -                  | Resoconto |
| 6 novembre   | GP della Comunità Valenciana               | Valencia             | Álex Rins         | Pedro Acosta      | Izan Guevara    | -                  | Resoconto |

## Sistema di punteggio e legenda
| Pos.  | 1  | 2  | 3  | 4  | 5  | 6  | 7 | 8 | 9 | 10 | 11 | 12 | 13 | 14 | 15 | 16 > |
| ----- | -- | -- | -- | -- | -- | -- | - | - | - | -- | -- | -- | -- | -- | -- | ---- |
| Punti | 25 | 20 | 16 | 13 | 11 | 10 | 9 | 8 | 7 | 6  | 5  | 4  | 3  | 2  | 1  | 0    |

## Le classi

### MotoGP
I team ufficiali Suzuki, Ducati, Yamaha, Honda e KTM confermano i piloti con cui avevano concluso la stagione precedente. Mantengono i piloti del 2021 anche le squadre satellite Pramac Racing e LCR.

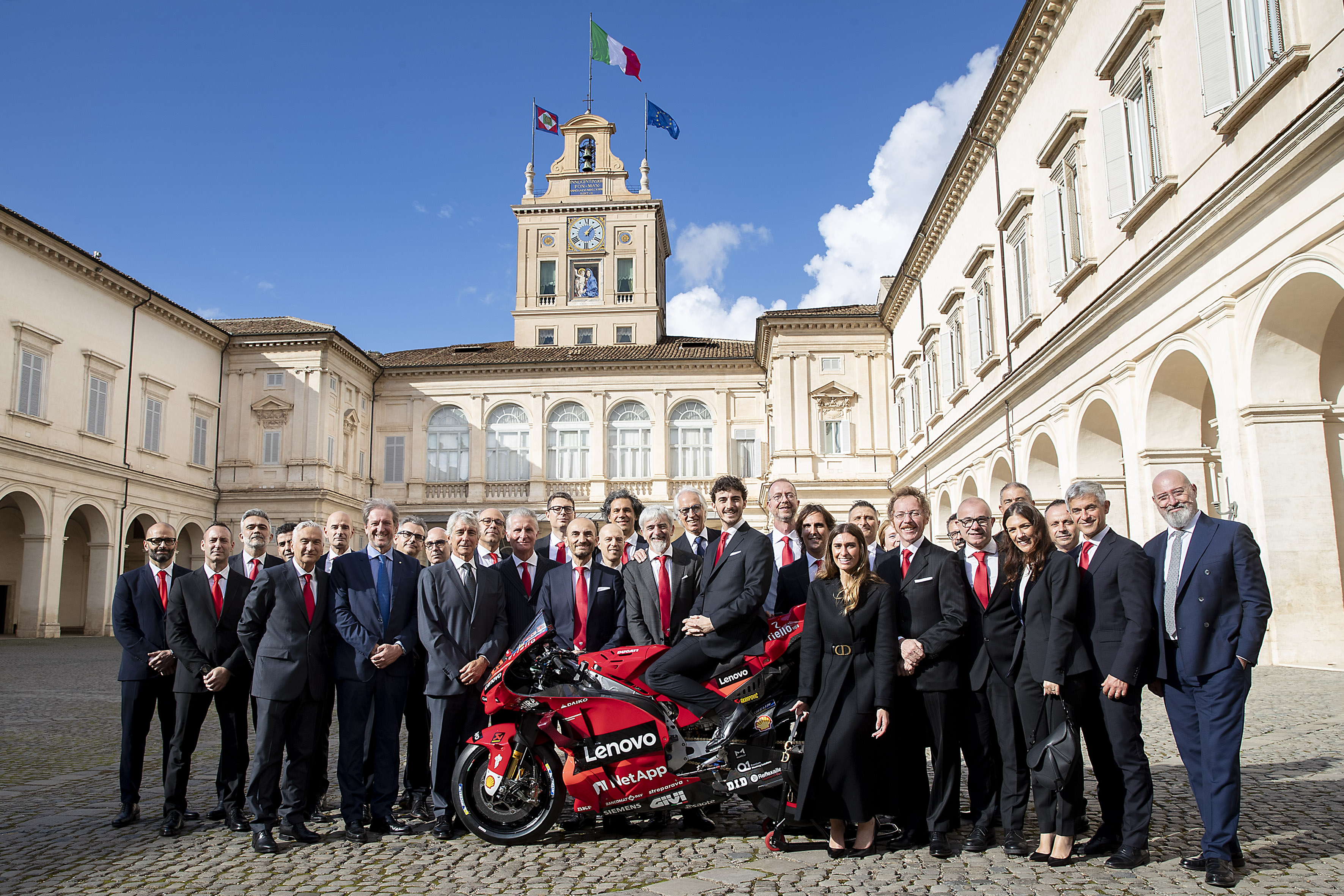
Celebrazione del titolo vinto da Ducati presso il Palazzo del Quirinale il 16 novembre 2022.

Aprilia Racing, che gareggia da questa stagione con un proprio team ufficiale interrompendo il sodalizio pluriennale con Gresini Racing, ne eredita la coppia di piloti composta da Aleix Espargaró e Maverick Viñales. La compagine emiliana facente capo a Fausto Gresini si schiera con due Ducati Desmosedici in configurazione 2021 affidate ad Enea Bastianini, proveniente dal team Esponsorama Racing, e all'esordiente Fabio Di Giannantonio. Il team RNF Yamaha affianca ad Andrea Dovizioso, con cui aveva terminato il 2021, l'esordiente Darryn Binder, proveniente dalla Moto3. Il team Tech 3 KTM si presenta al via del campionato con una coppia di piloti esordienti: il campione ed il vice-campione in carica della Moto2 Remy Gardner e Raúl Fernández. Dopo l'uscita di scena del team Esponsorama c'è l'esordio del team VR46 Racing, con motociclette Ducati, che si schiera con Luca Marini e con l'esordiente Marco Bezzecchi (portando così a cinque il numero totale dei piloti che gareggiano per la prima volta in MotoGP nel 2022).

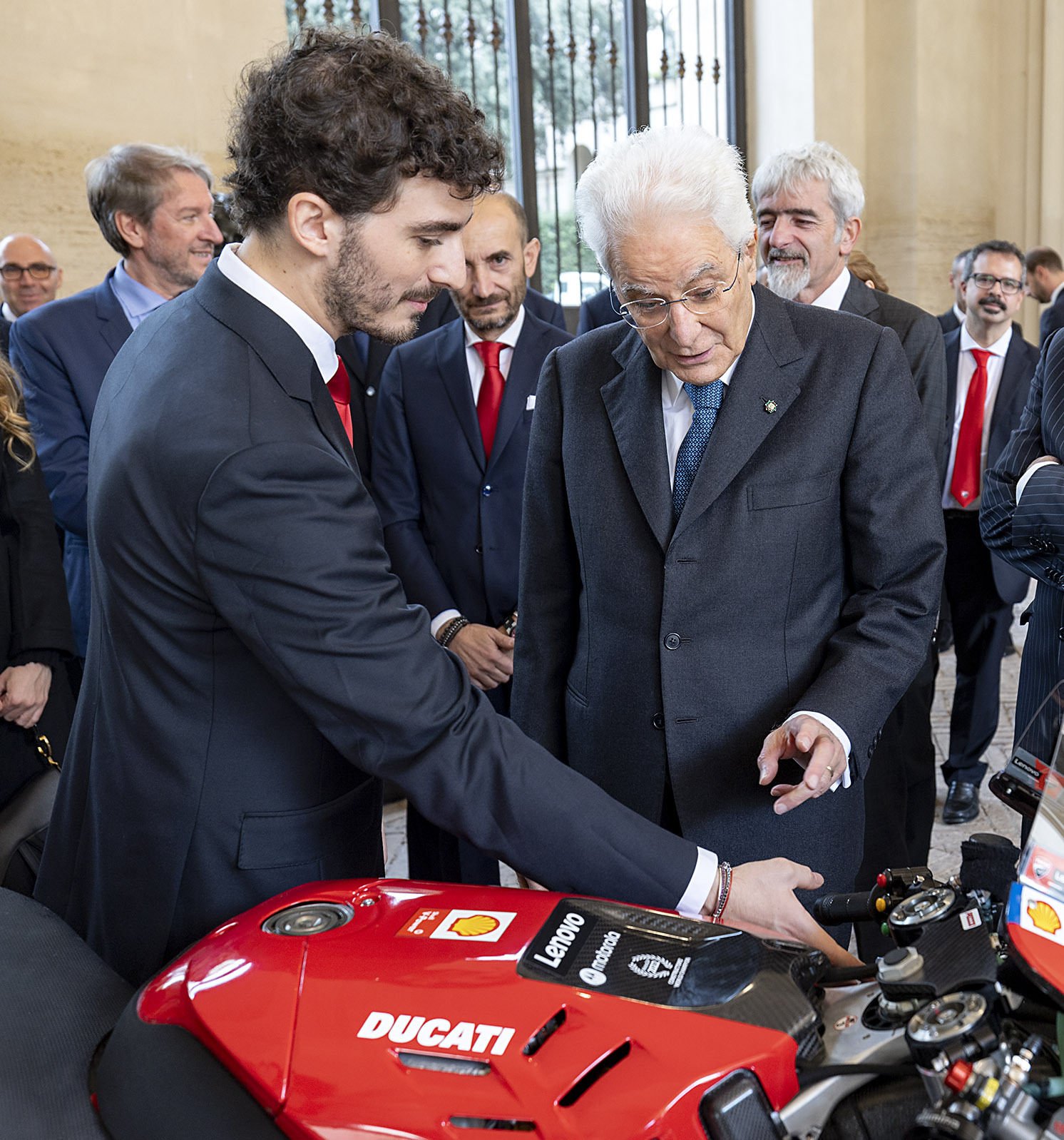
Il campione del mondo Francesco Bagnaia mostra al Presidente della Repubblica in carica Sergio Mattarella alcuni dispositivi della Desmosedici.

Nel corso del campionato Stefan Bradl è chiamato a sostituire l'infortunato Marc Marquez per sette Gran Premi. Nel team RNF Cal Crutchlow sostituisce Andrea Dovizioso nelle ultime sei gare del campionato a seguito del ritiro dell'italiano in concomitanza col Gran Premio di Misano. Nel team LCR Tetsuta Nagashima sostituisce Takaaki Nakagami per tre gare. L'infortunato Joan Mir viene sostituito da tre piloti diversi in tre occasioni dal team Suzuki. 
A vincere il titolo è stato l'italiano Francesco Bagnaia, secondo italiano dopo Valentino Rossi a riuscirci, a tredici anni di distanza dall'ultimo titolo, proprio di Rossi del 2009. A impreziosire il titolo di Bagnaia è anche il fatto di esserci riuscito alla giuda di una motocicletta italiana, a cinquanta anni esatti dall'ultima affermazione di Giacomo Agostini con MV Agusta in Classe 500 nel 1972. Bagnaia conquista il titolo grazie ai punti conseguiti col nono posto al Gran Premio di Valencia al termine di una lunga rimonta nella seconda metà del campionato iniziata da -91 punti rispetto al campione uscente Fabio Quartararo al termine del Gran Premio di Germania. I principali contendenti al titolo sono stati, oltre a Bagnaia e al già citato Quartararo, che chiude secondo, le sorprese Enea Bastianini ed
Aleix Espargaró, che chiudono terzo e quarto in classifica. Espargaró regala ad Aprilia Racing la prima vittoria in MotoGP in occasione del Gran Premio d'Argentina mentre Bastianini, autore di quattro vittorie in stagione, vince la classifica riservata ai piloti dei team indipendenti.
Il titolo costruttori è stato vinto per il terzo anno consecutivo dalla italiana Ducati, che ha preceduto Yamaha e Aprilia. Tutti i costruttori, tranne Honda, riescono ad ottenere almeno un successo: per la casa di Saitama, si tratta della seconda volta da quando esiste la MotoGP (unico precedente nel 2020). Per quanto concerne la classifica a squadre, Ducati ha preceduto il team ufficiale KTM che ha staccato di pochi punti Aprilia Racing. Ducati conquista così i titoli Piloti, Costruttori e Team cosa riuscitale precedentemente solo nel 2007. Suzuki Racing, a maggio, annuncia il proprio ritiro dalla categoria al termine del campionato.

#### Classifica piloti (prime 5 posizioni)
| Pos. | Pilota            | Moto    |     |    |    |    |     |   |     |     |     |     |     |   |     |    |     |     |    |     |    |     | P.ti |
| ---- | ----------------- | ------- | --- | -- | -- | -- | --- | - | --- | --- | --- | --- | --- | - | --- | -- | --- | --- | -- | --- | -- | --- | ---- |
| 1    | Francesco Bagnaia | Ducati  | Rit | 15 | 5  | 5  | 8   | 1 | Rit | 1   | Rit | Rit | 1   | 1 | 1   | 1  | 2   | Rit | 3  | 3   | 1  | 9   | 265  |
| 2    | Fabio Quartararo  | Yamaha  | 9   | 2  | 8  | 7  | 1   | 2 | 4   | 2   | 1   | 1   | Rit | 8 | 2   | 5  | Rit | 8   | 17 | Rit | 3  | 4   | 248  |
| 3    | Enea Bastianini   | Ducati  | 1   | 11 | 10 | 1  | Rit | 8 | 1   | Rit | Rit | 10  | 11  | 4 | Rit | 2  | 1   | 9   | 6  | 5   | 2  | 8   | 219  |
| 4    | Aleix Espargaró   | Aprilia | 4   | 9  | 1  | 11 | 3   | 3 | 3   | 3   | 5   | 4   | 4   | 9 | 6   | 6  | 3   | 16  | 11 | 9   | 10 | Rit | 212  |
| 5    | Jack Miller       | Ducati  | Rit | 4  | 14 | 3  | Rit | 5 | 2   | 15  | 14  | 3   | 6   | 3 | 3   | 18 | 5   | 1   | 2  | Rit | 6  | Rit | 189  |
| Pos. | Pilota            | Moto    |     |    |    |    |     |   |     |     |     |     |     |   |     |    |     |     |    |     |    |     | P.ti |

| Legenda                                                                        | 1º posto        | 2º posto        | 3º posto | A punti      | Senza punti        | Grassetto=Pole position Corsivo=Giro più veloce |
| Legenda                                                                        | Gara non valida | Non qualificato | Ritirato | Squalificato | "-" Dato non disp. | Grassetto=Pole position Corsivo=Giro più veloce |
| Fonte dei dati: motogp.com, racingmemo.free.fr, autosport.com, jumpingjack.nl. |                 |                 |          |              |                    |                                                 |

#### Classifica costruttori (prime tre posizioni)
| Pos. | Costruttore | Motocicletta |   |   |   |    |   |   |   |   |   |   |    |   |   |   |    |   |    |    |    |     | P.ti |
| ---- | ----------- | ------------ | - | - | - | -- | - | - | - | - | - | - | -- | - | - | - | -- | - | -- | -- | -- | --- | ---- |
| 1    | Ducati      | Desmosedici  | 1 | 3 | 2 | 1  | 2 | 1 | 1 | 1 | 2 | 2 | 1  | 1 | 1 | 1 | 1  | 1 | 2  | 3  | 1  | 3   | 448  |
| 2    | Yamaha      | YZR-M1       | 9 | 2 | 8 | 7  | 1 | 2 | 4 | 2 | 1 | 1 | 16 | 8 | 2 | 5 | 14 | 8 | 13 | 13 | 3  | 4   | 256  |
| 3    | Aprilia     | RS-GP        | 4 | 9 | 1 | 10 | 3 | 3 | 3 | 3 | 5 | 4 | 3  | 2 | 6 | 3 | 3  | 7 | 7  | 9  | 10 | Rit | 248  |
| Pos. | Costruttore | Motocicletta |   |   |   |    |   |   |   |   |   |   |    |   |   |   |    |   |    |    |    |     | P.ti |

| Legenda                                                                        | 1º posto        | 2º posto        | 3º posto | A punti      | Senza punti        | Grassetto=Pole position Corsivo=Giro più veloce |
| Legenda                                                                        | Gara non valida | Non qualificato | Ritirato | Squalificato | "-" Dato non disp. | Grassetto=Pole position Corsivo=Giro più veloce |
| Fonte dei dati: motogp.com, racingmemo.free.fr, autosport.com, jumpingjack.nl. |                 |                 |          |              |                    |                                                 |

#### Classifica squadre (prime tre posizioni)
| Pos. | Squadra                     | Piloti            |     |    |    |    |     |    |     |    |     |     |   |    |    |    |    |     |    |     |    |     | P.ti |
| ---- | --------------------------- | ----------------- | --- | -- | -- | -- | --- | -- | --- | -- | --- | --- | - | -- | -- | -- | -- | --- | -- | --- | -- | --- | ---- |
| 1    | Ducati Lenovo               | Jack Miller       | Rit | 4  | 14 | 3  | Rit | 5  | 2   | 15 | 14  | 3   | 6 | 3  | 3  | 18 | 5  | 1   | 2  | Rit | 6  | Rit | 454  |
| 1    | Ducati Lenovo               | Francesco Bagnaia | Rit | 15 | 5  | 5  | 8   | 1  | Rit | 1  | Rit | Rit | 1 | 1  | 1  | 1  | 2  | Rit | 3  | 3   | 1  | 9   | 454  |
| 2    | Red Bull KTM Factory Racing | Brad Binder       | 2   | 8  | 6  | 12 | Rit | 10 | 8   | 7  | 8   | 7   | 5 | 11 | 7  | 8  | 4  | 2   | 10 | 10  | 8  | 2   | 337  |
| 2    | Red Bull KTM Factory Racing | Miguel Oliveira   | Rit | 1  | 13 | 18 | 5   | 12 | Rit | 9  | 9   | 9   | 9 | 6  | 12 | 11 | 11 | 5   | 1  | 12  | 13 | 5   | 337  |
| 3    | Aprilia Racing              | Maverick Viñales  | 12  | 16 | 7  | 10 | 10  | 14 | 10  | 12 | 7   | Rit | 3 | 2  | 13 | 3  | 13 | 7   | 7  | 17  | 16 | Rit | 334  |
| 3    | Aprilia Racing              | Aleix Espargaró   | 4   | 9  | 1  | 11 | 3   | 3  | 3   | 3  | 5   | 4   | 4 | 9  | 6  | 6  | 3  | 16  | 11 | 9   | 10 | Rit | 334  |
| Pos. | Squadra                     | Piloti            |     |    |    |    |     |    |     |    |     |     |   |    |    |    |    |     |    |     |    |     | P.ti |

| Legenda                                                                        | 1º posto        | 2º posto        | 3º posto | A punti      | Senza punti        | Grassetto=Pole position Corsivo=Giro più veloce |
| Legenda                                                                        | Gara non valida | Non qualificato | Ritirato | Squalificato | "-" Dato non disp. | Grassetto=Pole position Corsivo=Giro più veloce |
| Fonte dei dati: motogp.com, racingmemo.free.fr, autosport.com, jumpingjack.nl. |                 |                 |          |              |                    |                                                 |

### Moto2
La Moto2 vive una stagione caratterizzata da due momenti differenti. Nella prima parte Celestino Vietti, con due vittorie e due secondi posti, si porta al comando della classifica con un ampio margine di punti; nella seconda parte la lotta per il titolo si restringe a due soli piloti: Augusto Fernández del team Red Bull KTM Ajo e Ai Ogura (Idemitsu Honda Team Asia). La contesa per il titolo si risolve solo all'ultima gara a Valencia in favore di Fernández, complici due ritiri consecutivi di Ogura a fine campionato.
Per quanto concerne i singoli Gran Premi, otto piloti riescono a vincere almeno una gara in questa edizione della Moto2. Tra di essi Alonso López riporta al successo il team Speed Up, successo che mancava dal Gran Premio di Catalogna del 2018 quando a vincere fu Fabio Quartararo. Joe Roberts, vincitore del Gran Premio del Portogallo, è il primo pilota statunitense ad ottenere un successo nel motomondiale dalla stagione 2011 quando si impose Ben Spies al Gran Premio di Assen della MotoGP. Da segnalare l'assegnazione dei punti dimezzati all'appuntamento in Thailandia, in quanto la gara è stata interrotta dopo 8 giri, non completando i 2/3 del totale (erano inizialmente previsti 24 giri, poi ridotti a 16).
Tra i costruttori Kalex conquista il decimo titolo consecutivo sebbene non riesca a replicare l'impresa delle due stagioni precedenti (vincere tutte le gare in calendario). Secondo posto per Boscoscuro, con due vittorie. Terzo posto per MV Agusta che lascia la categoria, dopo quattro anni di partecipazione, al termine del campionato. Tra le squadre KTM Ajo difende con successo il primo posto dell'annata precedente staccando di quasi ottanta punti Honda Team Asia. Pur senza alcun successo in gara il team Flexbox HP40 chiude al terzo posto.

#### Classifica piloti (prime 5 posizioni)
| Pos. | Pilota            | Moto  |    |   |     |     |     |    |     |     |    |    |     |     |     |   |   |     |    |     |     |     | P.ti  |
| ---- | ----------------- | ----- | -- | - | --- | --- | --- | -- | --- | --- | -- | -- | --- | --- | --- | - | - | --- | -- | --- | --- | --- | ----- |
| 1    | Augusto Fernández | Kalex | 4  | 5 | Rit | 9   | Rit | 4  | 1   | 5   | 3  | 1  | 1   | 1   | 5   | 3 | 3 | 2   | 7  | Rit | 4   | 2   | 271,5 |
| 2    | Ai Ogura          | Kalex | 6  | 6 | 3   | 2   | Rit | 1  | 5   | 3   | 7  | 8  | 2   | 4   | 1   | 5 | 4 | 1   | 6  | 11  | Rit | Rit | 242   |
| 3    | Arón Canet        | Kalex | 2  | 3 | 4   | Rit | Rit | 2  | 2   | Rit | 2  | 9  | NP  | 5   | 6   | 2 | 2 | Rit | 3  | 9   | 8   | Rit | 200   |
| 4    | Tony Arbolino     | Kalex | 5  | 8 | 6   | 1   | Rit | 3  | Rit | 4   | 10 | 10 | 7   | 12  | Rit | 7 | 5 | 6   | 1  | Rit | 1   | 3   | 191,5 |
| 5    | Pedro Acosta      | Kalex | 12 | 9 | 7   | Rit | Rit | 20 | Rit | 1   | 6  | 2  | Inf | Inf | 4   | 6 | 1 | 7   | 16 | 2   | Rit | 1   | 177   |
| Pos. | Pilota            | Moto  |    |   |     |     |     |    |     |     |    |    |     |     |     |   |   |     |    |     |     |     | P.ti  |

| Legenda                                                                        | 1º posto        | 2º posto        | 3º posto | A punti      | Senza punti        | Grassetto=Pole position Corsivo=Giro più veloce |
| Legenda                                                                        | Gara non valida | Non qualificato | Ritirato | Squalificato | "-" Dato non disp. | Grassetto=Pole position Corsivo=Giro più veloce |
| Fonte dei dati: motogp.com, racingmemo.free.fr, autosport.com, jumpingjack.nl. |                 |                 |          |              |                    |                                                 |

#### Classifica costruttori
| Pos. | Costruttore | Motocicletta |    |    |    |    |     |     |     |     |    |     |    |    |    |    |    |    |    |    |    |    | P.ti  |
| ---- | ----------- | ------------ | -- | -- | -- | -- | --- | --- | --- | --- | -- | --- | -- | -- | -- | -- | -- | -- | -- | -- | -- | -- | ----- |
| 1    | Kalex       | Moto2        | 1  | 1  | 1  | 1  | 1   | 1   | 1   | 1   | 1  | 1   | 1  | 1  | 1  | 2  | 1  | 1  | 1  | 2  | 1  | 1  | 477,5 |
| 2    | Boscoscuro  | B-22         | 15 | 7  | 18 | 15 | 7   | Rit | Rit | 8   | 8  | 5   | 6  | 2  | 7  | 1  | 6  | 3  | 5  | 1  | 2  | 4  | 200,5 |
| 3    | MV Agusta   | F2           | 17 | 17 | 15 | 12 | Rit | 18  | 16  | Rit | 22 | Rit | 17 | 20 | 19 | 16 | 18 | 20 | 23 | 17 | 17 | 19 | 5     |
| Pos. | Costruttore | Motocicletta |    |    |    |    |     |     |     |     |    |     |    |    |    |    |    |    |    |    |    |    | P.ti  |

| Legenda                                                                        | 1º posto        | 2º posto        | 3º posto | A punti      | Senza punti        | Grassetto=Pole position Corsivo=Giro più veloce |
| Legenda                                                                        | Gara non valida | Non qualificato | Ritirato | Squalificato | "-" Dato non disp. | Grassetto=Pole position Corsivo=Giro più veloce |
| Fonte dei dati: motogp.com, racingmemo.free.fr, autosport.com, jumpingjack.nl. |                 |                 |          |              |                    |                                                 |

#### Classifica squadre (prime tre posizioni)
| Pos. | Squadra                  | Piloti            |    |    |     |     |     |     |     |     |    |     |     |    |    |     |   |     |     |     |     |     | P.ti  |
| ---- | ------------------------ | ----------------- | -- | -- | --- | --- | --- | --- | --- | --- | -- | --- | --- | -- | -- | --- | - | --- | --- | --- | --- | --- | ----- |
| 1    | Red Bull KTM Ajo         | Augusto Fernández | 4  | 5  | Rit | 9   | Rit | 4   | 1   | 5   | 3  | 1   | 1   | 1  | 5  | 3   | 3 | 2   | 7   | Rit | 4   | 2   | 448,5 |
| 1    | Red Bull KTM Ajo         | Pedro Acosta      | 12 | 9  | 7   | Rit | Rit | 20  | Rit | 1   | 6  | 2   | Inf | NP | 4  | 6   | 1 | 7   | 16  | 2   | Rit | 1   | 448,5 |
| 2    | Idemitsu Honda Team Asia | Somkiat Chantra   | NP | 1  | 2   | Rit | Rit | Rit | 3   | Rit | 12 | 15  | 13  | 13 | 2  | 8   | 7 | 5   | Rit | 8   | Rit | Rit | 370   |
| 2    | Idemitsu Honda Team Asia | Ai Ogura          | 6  | 6  | 3   | 2   | Rit | 1   | 5   | 3   | 7  | 8   | 2   | 4  | 1  | 5   | 4 | 1   | 6   | 11  | Rit | Rit | 370   |
| 3    | Flexbox HP40             | Aron Canet        | 2  | 3  | 4   | Rit | Rit | 2   | 2   | Rit | 2  | 9   | NP  | 5  | 6  | 2   | 2 | Rit | 3   | 9   | 8   | Rit | 287   |
| 3    | Flexbox HP40             | Jorge Navarro     | 7  | 13 | Rit | 5   | 3   | 10  | 9   | 12  | 14 | Rit | 12  | 8  | 11 | Rit | 8 | Rit | 20  | Rit |     |     | 287   |
| 3    | Flexbox HP40             | Borja Gómez       |    |    |     |     |     |     |     |     |    |     |     |    |    |     |   |     |     |     | 20  | 12  | 287   |
| Pos. | Squadra                  | Piloti            |    |    |     |     |     |     |     |     |    |     |     |    |    |     |   |     |     |     |     |     | P.ti  |

| Legenda                                                                        | 1º posto        | 2º posto        | 3º posto | A punti      | Senza punti        | Grassetto=Pole position Corsivo=Giro più veloce |
| Legenda                                                                        | Gara non valida | Non qualificato | Ritirato | Squalificato | "-" Dato non disp. | Grassetto=Pole position Corsivo=Giro più veloce |
| Fonte dei dati: motogp.com, racingmemo.free.fr, autosport.com, jumpingjack.nl. |                 |                 |          |              |                    |                                                 |

### Moto3
La classe Moto3, in questa annata è caratterizzata dalla lotta a tre per il titolo. I contendenti sono il vice-campione uscente Dennis Foggia e la coppia di piloti del team GasGas Aspar: Sergio García e Izan Guevara. Grazie a quattro vittorie nelle ultime sei prove Guevara si laurea campione del mondo con oltre sessanta punti di vantaggio sul compagno di squadra. A completare il successo di GasGas (una KTM RC 250 GP rimarchiata) arriva anche il titolo costruttori e la vittoria nella classifica a squadre.
Degna di nota è la seconda vittoria ottenuta da Ayumu Sasaki al Gran Premio d'Austria: il pilota ha dovuto scontare infatti due long lap penalty in gara. Oltre ai contendenti al titolo e al sopracitato Sasaki, altri tre piloti hanno ottenuto successi in questa edizione della Moto3: Andrea Migno, Jaume Masiá e John McPhee. 
Per quanto concerne i costruttori questa annata vede l'esordio di CFMoto, un'altra KTM rimarchiata, che fornisce due motociclette al team PrüstelGP.

#### Classifica piloti (prime 5 posizioni)
| Pos. | Pilota        | Moto      |     |     |     |     |   |    |   |     |     |   |     |     |    |     |    |    |     |   |    |   | P.ti |
| ---- | ------------- | --------- | --- | --- | --- | --- | - | -- | - | --- | --- | - | --- | --- | -- | --- | -- | -- | --- | - | -- | - | ---- |
| 1    | Izan Guevara  | Gas Gas   | 8   | 2   | Rit | 7   | 5 | 1  | 3 | 2   | 1   | 1 | 2   | Rit | 7  | 3   | 1  | 1  | 5   | 1 | 12 | 1 | 319  |
| 2    | Sergio García | Gas Gas   | 2   | 4   | 1   | Rit | 1 | 2  | 7 | 1   | 4   | 3 | 3   | Rit | 5  | SQ  | 13 | 4  | Rit | 3 | 3  | 3 | 257  |
| 3    | Dennis Foggia | Honda     | 7   | 1   | 2   | 2   | 8 | 18 | 4 | Rit | Rit | 2 | Rit | 1   | 12 | 1   | 14 | 2  | 1   | 9 | 6  | 4 | 246  |
| 4    | Ayumu Sasaki  | Husqvarna | Rit | Rit | 3   | 4   | 3 | 6  | 2 | NP  | Inf | 4 | 1   | Rit | 1  | Rit | 2  | 3  | 2   | 4 | 2  | 5 | 238  |
| 5    | Deniz Öncü    | KTM       | 4   | 5   | 14  | 5   | 4 | 4  | 9 | 15  | 5   | 7 | 9   | 3   | 4  | 4   | 4  | 15 | 17  | 2 | 10 | 2 | 200  |
| Pos. | Pilota        | Moto      |     |     |     |     |   |    |   |     |     |   |     |     |    |     |    |    |     |   |    |   | P.ti |

| Legenda                                                                        | 1º posto        | 2º posto        | 3º posto | A punti      | Senza punti        | Grassetto=Pole position Corsivo=Giro più veloce |
| Legenda                                                                        | Gara non valida | Non qualificato | Ritirato | Squalificato | "-" Dato non disp. | Grassetto=Pole position Corsivo=Giro più veloce |
| Fonte dei dati: motogp.com, racingmemo.free.fr, autosport.com, jumpingjack.nl. |                 |                 |          |              |                    |                                                 |

#### Classifica costruttori (prime tre posizioni)
| Pos. | Costruttore | Motocicletta |   |   |   |   |   |    |   |   |   |   |    |     |   |   |    |   |   |   |   |   | P.ti |
| ---- | ----------- | ------------ | - | - | - | - | - | -- | - | - | - | - | -- | --- | - | - | -- | - | - | - | - | - | ---- |
| 1    | Gas Gas     | RC 250 GP    | 2 | 2 | 1 | 7 | 1 | 1  | 3 | 1 | 1 | 1 | 2  | Rit | 5 | 3 | 1  | 1 | 5 | 1 | 3 | 1 | 389  |
| 2    | Honda       | NSF250R      | 1 | 1 | 2 | 2 | 7 | 12 | 4 | 3 | 3 | 2 | 11 | 1   | 2 | 1 | 12 | 2 | 1 | 9 | 6 | 4 | 330  |
| 3    | KTM         | RC 250 GP    | 3 | 5 | 6 | 1 | 2 | 3  | 1 | 5 | 2 | 6 | 6  | 2   | 3 | 2 | 3  | 5 | 4 | 2 | 4 | 2 | 323  |
| Pos. | Costruttore | Motocicletta |   |   |   |   |   |    |   |   |   |   |    |     |   |   |    |   |   |   |   |   | P.ti |

| Legenda                                                                        | 1º posto        | 2º posto        | 3º posto | A punti      | Senza punti        | Grassetto=Pole position Corsivo=Giro più veloce |
| Legenda                                                                        | Gara non valida | Non qualificato | Ritirato | Squalificato | "-" Dato non disp. | Grassetto=Pole position Corsivo=Giro più veloce |
| Fonte dei dati: motogp.com, racingmemo.free.fr, autosport.com, jumpingjack.nl. |                 |                 |          |              |                    |                                                 |

#### Classifica squadre (prime tre posizioni)
| Pos. | Squadra                     | Piloti         |     |     |     |     |     |     |    |     |     |    |     |     |    |     |    |     |     |     |     |    | P.ti |
| ---- | --------------------------- | -------------- | --- | --- | --- | --- | --- | --- | -- | --- | --- | -- | --- | --- | -- | --- | -- | --- | --- | --- | --- | -- | ---- |
| 1    | GasGas Aspar                | Sergio García  | 2   | 4   | 1   | Rit | 1   | 2   | 7  | 1   | 4   | 3  | 3   | Rit | 5  | SQ  | 13 | 4   | Rit | 3   | 3   | 3  | 576  |
| 1    | GasGas Aspar                | Izan Guevara   | 8   | 2   | Rit | 7   | 5   | 1   | 3  | 2   | 1   | 1  | 2   | Rit | 7  | 3   | 1  | 1   | 5   | 1   | 12  | 1  | 576  |
| 2    | Leopard Racing              | Dennis Foggia  | 7   | 1   | 2   | 2   | 8   | 18  | 4  | Rit | Rit | 2  | Rit | 1   | 12 | 1   | 14 | 2   | 1   | 9   | 6   | 4  | 376  |
| 2    | Leopard Racing              | Tatsuki Suzuki | Rit | 10  | 5   | 10  | 12  | Rit | 5  | 3   | 3   | 5  | 4   | Rit | 2  | 6   | 12 | Rit | Rit | Rit | Rit | 14 | 376  |
| 3    | Sterilgarda Max Racing Team | John McPhee    | 5   | Inf | Inf | Inf | Inf | Inf | 12 | Rit | 7   | 19 | Rit | 7   | 9  | 9   | 10 | 7   | Rit | 6   | 1   | 11 | 340  |
| 3    | Sterilgarda Max Racing Team | David Salvador |     |     |     | 22  | 22  | 19  |    |     | Rit |    |     |     |    |     |    |     |     |     |     |    | 340  |
| 3    | Sterilgarda Max Racing Team | Ayumu Sasaki   | Rit | Rit | 3   | 4   | 3   | 6   | 2  | NP  | Inf | 4  | 1   | Rit | 1  | Rit | 2  | 3   | 2   | 4   | 2   | 5  | 340  |
| Pos. | Squadra                     | Piloti         |     |     |     |     |     |     |    |     |     |    |     |     |    |     |    |     |     |     |     |    | P.ti |

| Legenda                                                                        | 1º posto        | 2º posto        | 3º posto | A punti      | Senza punti        | Grassetto=Pole position Corsivo=Giro più veloce |
| Legenda                                                                        | Gara non valida | Non qualificato | Ritirato | Squalificato | "-" Dato non disp. | Grassetto=Pole position Corsivo=Giro più veloce |
| Fonte dei dati: motogp.com, racingmemo.free.fr, autosport.com, jumpingjack.nl. |                 |                 |          |              |                    |                                                 |

### MotoE
La Coppa del mondo di MotoE giunge quest'anno alla sua quarta ed ultima edizione con la fornitura di motociclette prodotte da Energica Motor Company. Il campione uscente Jordi Torres, complice un infortuno che lo costringe a saltare alcune prove, chiude solo all'undicesimo posto; la lotta per il titolo quindi è appannaggio di Dominique Aegerter ed Eric Granado. Grazie ad una notevole costanza di prestazioni e risultati, Aegerter conquista il titolo con un margine di quasi quaranta punti. Lo svizzero del team Dynavolt Intact GP partecipa nello stesso anno anche al Campionato mondiale Supersport riuscendo nell'impresa di centrare entrambi i titoli.

#### Classifica piloti (prime 5 posizioni)
La seconda gara del GP d'Olanda è stata interrotta dopo tre giri per pioggia, assegnando punteggio dimezzato.
| Pos. | Pilota             |    |   |   |    |   |     |   |     |     |   |     |   | P.ti  |
| ---- | ------------------ | -- | - | - | -- | - | --- | - | --- | --- | - | --- | - | ----- |
| 1    | Dominique Aegerter | 2  | 4 | 2 | 1  | 1 | 2   | 1 | 2   | 2   | 3 | 2   | 4 | 227   |
| 2    | Eric Granado       | 1  | 1 | 7 | 5  | 3 | 8   | 2 | 1   | 1   | 1 | 17  | 3 | 189,5 |
| 3    | Matteo Ferrari     | 3  | 6 | 4 | 7  | 2 | 1   | 4 | 4   | 14  | 9 | 3   | 1 | 162,5 |
| 4    | Mattia Casadei     | 17 | 3 | 1 | 2  | 4 | Rit | 3 | 3   | Rit | 4 | 1   | 2 | 156   |
| 5    | Miquel Pons        | 8  | 2 | 6 | 10 | 7 | 3   | 6 | Rit | 3   | 2 | Rit | 7 | 124   |
| Pos. | Pilota             |    |   |   |    |   |     |   |     |     |   |     |   | P.ti  |

| Legenda | 1º posto        | 2º posto            | 3º posto           | A punti      | Senza punti        | Grassetto – Pole position Corsivo – Giro più veloce |
| Legenda | Gara non valida | Non qual./Non part. | Ritirato/Non class | Squalificato | '-' Dato non disp. | Grassetto – Pole position Corsivo – Giro più veloce |